# Knocking at Your Back Door: The Best of Deep Purple in the 80's
Knocking at Your Back Door: The Best of Deep Purple in the 80's è una compilation del gruppo rock britannico Deep Purple, pubblicata nel 1992.

## Tracce
1. Knocking at Your Back Door - 7:02
2. Bad Attitude - 5:07
3. Son of Alerik - 10:02
4. Nobody's Home - 4:00
5. Black Night (live) - 6:07
6. Perfect Strangers - 5:19
7. The Unwritten Law - 4:55
8. Call of the Wild - 4:51
9. Hush (live) - 3:31
10. Smoke on the Water (live) - 7:43
11. Space Truckin' (live) - 5:39

## Formazione
- Ian Gillan  - voce
- Ritchie Blackmore - chitarra
- Jon Lord - organo, tastiera
- Roger Glover - basso, sintetizzatore
- Ian Paice - batteria